# Ibatia lanosa
Ibatia lanosa är en oleanderväxtart som beskrevs av Fourn.. Ibatia lanosa ingår i släktet Ibatia och familjen oleanderväxter. Inga underarter finns listade i Catalogue of Life.